# Lixin
Lixin léase Li-Sín (chino simplificado: 利辛县, chino tradicional: 利辛縣, pinyin: Lìxīn Xiàn) es un condado bajo la administración directa de la ciudad-prefectura de Bozhou. Se ubica a 29 metros sobre el nivel del mar, al oeste de la provincia de Anhui, República Popular China. Su área es de 1950 km² y su población es de 1 390 000 (2010).

## Administración
El condado Lixin se divide en 19 poblados y 7 aldeas.
Poblados:
- Chengguan (城关镇)
- Wangtuan (望疃镇)
- Kantuan (阚疃镇)
- Zhangcun (张村镇)
- Zhangou (展沟镇)
- Jiangji (江集镇)
- Jiucheng (旧城镇)
- Xipanlou (西潘楼镇)
- Sunji (孙集镇)
- Ruji (汝集镇)
- Gongdian (巩店镇)
- Wuren (五人镇)
- Wangshi (王市镇)
- Yongxing (永兴镇)
- Madianzi (马店孜镇)
- Daliji (大李集镇)
- Huji (胡集镇)
- Zhangcun (展沟镇)
- Chengjiaji (程家集镇)
- Zhongtuan (中疃镇)

Aldeas:
- Shuangqiao (双桥乡)
- Chundian (春店乡)
- Liujiaji (刘家集乡)
- Jiwangchang (纪王场乡)
- Sunmiao (孙庙乡)
- Xinzhangji (新张集乡)
- Danfeng (丹凤乡)

## Historia
El condado de Lixin es una entidad geopolítica relativamente joven comparado con otros que llevan miles y miles de años. La creación del condado se produjo hasta que la República Popular China fue establecida en 1949. A finales de 1960, Lixín fue creado por la combinación de tres condados vecinos: Guoyang, Mengcheng y Fuyang.
Recientemente una parte de un condado de la ciudad de Fuyang fue anexado a la ciudad de Bozhou.

## Clima
| Parámetros climáticos promedio de Lixin (1971−2000)       | Parámetros climáticos promedio de Lixin (1971−2000) | Parámetros climáticos promedio de Lixin (1971−2000) | Parámetros climáticos promedio de Lixin (1971−2000) | Parámetros climáticos promedio de Lixin (1971−2000) | Parámetros climáticos promedio de Lixin (1971−2000) | Parámetros climáticos promedio de Lixin (1971−2000) | Parámetros climáticos promedio de Lixin (1971−2000) | Parámetros climáticos promedio de Lixin (1971−2000) | Parámetros climáticos promedio de Lixin (1971−2000) | Parámetros climáticos promedio de Lixin (1971−2000) | Parámetros climáticos promedio de Lixin (1971−2000) | Parámetros climáticos promedio de Lixin (1971−2000) | Parámetros climáticos promedio de Lixin (1971−2000) |
| Mes                                                       | Ene.                                                | Feb.                                                | Mar.                                                | Abr.                                                | May.                                                | Jun.                                                | Jul.                                                | Ago.                                                | Sep.                                                | Oct.                                                | Nov.                                                | Dic.                                                | Anual                                               |
| --------------------------------------------------------- | --------------------------------------------------- | --------------------------------------------------- | --------------------------------------------------- | --------------------------------------------------- | --------------------------------------------------- | --------------------------------------------------- | --------------------------------------------------- | --------------------------------------------------- | --------------------------------------------------- | --------------------------------------------------- | --------------------------------------------------- | --------------------------------------------------- | --------------------------------------------------- |
| Temp. máx. media (°C)                                     | 5.9                                                 | 8.6                                                 | 13.9                                                | 21.4                                                | 26.8                                                | 31.2                                                | 32.0                                                | 31.1                                                | 27.2                                                | 21.8                                                | 14.7                                                | 8.3                                                 | 20.2                                                |
| Temp. mín. media (°C)                                     | −3.3                                                | −1.2                                                | 3.5                                                 | 9.8                                                 | 15.1                                                | 20.3                                                | 23.4                                                | 22.6                                                | 17.2                                                | 10.9                                                | 4.1                                                 | −1.5                                                | 10.1                                                |
| Precipitación total (mm)                                  | 16.4                                                | 21.1                                                | 37.4                                                | 43.8                                                | 69.3                                                | 101.9                                               | 204.1                                               | 131.1                                               | 71.8                                                | 53.5                                                | 25.8                                                | 13.9                                                | 790.1                                               |
| Días de precipitaciones (≥ 0.1 mm)                        | 4.1                                                 | 5.0                                                 | 6.8                                                 | 6.5                                                 | 7.6                                                 | 8.5                                                 | 12.2                                                | 10.5                                                | 7.8                                                 | 7.0                                                 | 5.4                                                 | 3.9                                                 | 85.3                                                |
| Horas de sol                                              | 145.0                                               | 145.4                                               | 171.0                                               | 206.2                                               | 231.4                                               | 222.9                                               | 212.8                                               | 215.7                                               | 189.8                                               | 187.4                                               | 161.8                                               | 152.2                                               | 2241.6                                              |
| Humedad relativa (%)                                      | 68                                                  | 66                                                  | 66                                                  | 66                                                  | 68                                                  | 69                                                  | 81                                                  | 82                                                  | 77                                                  | 74                                                  | 70                                                  | 67                                                  | 71.2                                                |
| Fuente: China Meteorological Administration 2010年6月19日 |                                                     |                                                     |                                                     |                                                     |                                                     |                                                     |                                                     |                                                     |                                                     |                                                     |                                                     |                                                     |                                                     |

## Estadísticas demográficas y económicas
Población del condado de Lixin: Según el censo de 2020, el condado cuenta con 1.187.254 habitantes.
Producto Interno Bruto (PIB): En 2022, el PIB del condado alcanzó los 38.677 millones de RMB, mostrando un crecimiento respecto al año anterior.

## Industria y energía
Parque industrial de Lixin: Empresas como Anhui Lixin Liren Wood Industry Co., Ltd. operan en el parque industrial del condado, contribuyendo al desarrollo económico local.
Parque eólico Anhui Lixin Jiwang: Este parque eólico, en funcionamiento desde 2024, tiene una capacidad instalada de 100 MW y representa un avance en la adopción de energías renovables en la región.

## Noticias y eventos recientes
Entrega de vehículos patrulla eléctricos: En febrero de 2023, se incorporaron 55 vehículos eléctricos de patrulla en Lixin para mejorar la seguridad pública.